# جعفر الداسني
الأمير جعفر بن حسن الداسني (بالكردية: Mîr Ceferê Dasnî‏) كان قائدا يزيديا قام في العام 838م بقيادة ثورة ضد الخليفة العباسي المعتصم في شمال الموصل. بعد هزيمته في باباغيش، تحصن في قلاع داسن وهي منطقة واسعة في شمال كردستان الوسطى
قام الخليفة المعتصم كرد فعل بإرسال جيش بقيادة عبد الله بن أنس، نظرا لقساوة الظروف الطبيعية الجبلية في تلك المنطقة خسر جيش المعتصم عددا من قادته منهم خال عبد الله والمسمى إسحاق بن أنس ووالد زوجته.

## وفاته
كان الخليفة المعتصم قد اشترى عبدا خزاريا اسمه إيتاخ، ولاه على جيشه الذي عاد و أرسله لمحاربة جعفر الداسني، تمت هزيمة جيش جعفر الداسني في العام 841 للميلاد وقتل العديد من أتباعه الازدايين.
بعد ذلك وتحاشيا لأن يتم أسره حياً، قام الأمير جعفر الداسني بقتل نفسه بأن شرب السم.